# Gösta Petersen
Gösta Petersen, född 1949, är en svensk körledare verksam i Lund.
Petersen är ledare för Midnattskören och Flygelkören. Han har framför allt gjort sig bemärkt för sitt arbete med övertonssång.